# Norton Rose Fulbright
 (août 2020).
Norton Rose Fulbright est un cabinet d'avocats international avec plus de 3 800 avocats répartis dans plus de 50 bureaux dans le monde en 2013.

## Histoire
En 1794, Norton Rose est fondée à Londres par Robert Charsley.
En 1821, Charsley forme un partenariat avec William Barker, créant Charsley & Barker. Plus tard ce siècle-là, Philip Rose (anobli par la suite, devenant Sir Philip Rose) rejoignit l'entreprise, créant Barker & Rose. Dans les années qui ont suivi, un nouveau partenariat entre Phillip Rose et Henry Elland Norton a été formé sous le nom de Barker, Rose & Norton. 
Au tournant du 20e siècle, l'entreprise avait réussi à maintenir sa position dominante dans la ville de Londres pendant six décennies.
En 1960, l'entreprise, alors renommée Norton, Rose & Co., a fusionné avec l'entreprise spécialisée dans le transport maritime Botterell & Roche (fondée en 1861) pour former Norton, Rose, Botterell & Roche. 
Grâce à son expertise dans le transport maritime, l'entreprise a bénéficié de la croissance du marché du transport maritime international au début des années 1960 et a été impliquée dans la nationalisation de British Steel et l'arrangement ultérieur de ses filiales.
L'entreprise, sous la houlette de Henry Norton, petit-fils de Henry Elland Norton, a continué de croître et, en 1976, a établi son premier bureau international à Hong Kong, suivi de l’ouverture du bureau à Bahreïn en 1979 et celui de Singapour en 1982. En 1988, l'entreprise avait raccourci son nom en Norton Rose. Au cours des dix années suivantes, Norton Rose a mis en place un véritable programme de relations internationales : expansion, avec l'établissement de bureaux en Asie, en Europe et au Moyen-Orient, portant les opérations internationales de l'entreprise à 22 bureaux.
En 2007, Norton Rose change sa structure : avec la vision de devenir l'une des plus grandes marques juridiques mondiales, Norton Rose s'est lancée, dans la première phase d'expansion rapide en s’associant à la société australienne Deacons en 2010, renforçant ainsi la force et la taille de la société dans la région Asie-Pacifique. Au début de 2011, Norton Rose Australia a annoncé une association avec une entreprise en Indonésie.
En juin 2011, Norton Rose s'était associé au cabinet d'avocats canadien Ogilvy Renault et au cabinet sud-africain Deneys Reitz, créant l'un des 10 meilleurs cabinets juridiques mondiaux avec 38 bureaux et 2500 employés juridiques, totalisant plus de 5000 personnes dans le monde. Puis vint l'ouverture de nouveaux bureaux en Europe et en Afrique.
En janvier 2012, une association avec le cabinet canadien Macleod Dixon a fait du groupe Norton Rose l'un des plus grands cabinets d'avocats au Canada.
En janvier 2012, Norton Rose s'installe en Amérique latine et en Asie centrale et renforce ses capacités existantes au Canada et en Russie grâce à la fusion de Norton Rose Canada et de Macleod Dixon.
Le 3 juin 2013, Norton Rose a fusionné avec le cabinet américain Fulbright & Jaworski pour devenir Norton Rose Fulbright, établissant ainsi une présence leader sur le marché aux États-Unis avec 3800 avocats et personnel juridique, et un effectif mondial de plus de 7000 personnes.
En janvier 2014, Norton Rose Fulbright a signé un accord avec McLaren en tant que partenaire commercial et en tant que conseiller juridique mondial du groupe McLaren pendant 5 ans.
En janvier 2017, Norton Rose Fulbright s'est associée à la principale société de Vancouver, Bull Housser.
En juin 2017, Norton Rose Fulbright s'est associé à Chadbourne & Parke, renforçant sa présence de leader sur le marché.
En décembre 2017, Norton Rose Fulbright s'est associée à la principale société australienne, Henry Davis York.
En août 2020, Gerry Pecht a été élu directeur général mondial.

## Services
Norton Rose Fulbright possède six principaux secteurs d'activité :
- Institutions financières
- Énergie
- Infrastructures, mines et matières premières
- Transport
- Technologie et innovation
- Sciences de la vie et soins de santé

Répartis en neuf groupes de pratique mondiaux :
- Droit antitrust et droit de la concurrence
- Droit bancaire et financement
- Droit de l'emploi et du travail
- Droit public
- Droit des sociétés et droit commercial
- Droit immobilier
- Fiscalité
- Litiges
- Propriété intellectuelle

Norton Rose Fulbright possède des bureaux à travers l'Europe, les États-Unis, le Canada, l'Amérique latine, l'Asie, l'Australie, l'Afrique, le Moyen-Orient et l'Asie centrale. Il est membre du Verein Norton Rose Fulbright, dont le siège social est en Suisse.